# Iwona Grzywa
Iwona Grzywa (ur. 14 stycznia 1975 w Czernichowie) – polska biathlonistka, medalistka mistrzostw Polski, reprezentantka Polski, medalista mistrzostw Europy (1999) i mistrzostw świata w biathlonie letnim (1997).

## Życiorys
W latach 1994-2000 była zawodniczką WKS Legii Zakopane.

### Biathlon
Jej największym sukcesem na arenie międzynarodowej był srebrny medal mistrzostw Europy w 1999 w sztafecie (z Iwoną Daniluk, Aldoną Sobczyk i Patrycją Szymurą.
Reprezentowała Polskę na mistrzostwach świata seniorów w 1996 (11 m. w biegu drużynowym) i 2000 (64 m. w biegu indywidualnym, 56 m. w sprincie, 12 m. w sztafecie), mistrzostwach Europy seniorów w 1998 (22 m. w biegu indywidualnym, 23 m. w sprincie, 9 m. w sztafecie), 1999 (14 m. w biegu indywidualnym, 12 m. w sprincie, 2 m. w sztafecie) i 2000 (24 m. w biegu indywidualnym, 19 m. w sprincie, 19 m. w biegu na dochodzenie, 6 m. w sztafecie).
Na mistrzostwach Polski seniorów zdobyła osiem medali: srebrny w biegu indywidualnym, brązowy w sztafecie i srebrny w biegu drużynowym w 1996, brązowy w biegu indywidualnym, złote w sztafecie i biegu drużynowym w 1998, brązowy medal w sztafecie w 1999 i złoty w sztafecie w 2000.

### Biathlon letni
Startowała z sukcesami w biathlonie letnim.
Na mistrzostwach świata seniorów w 1997 zdobyła brązowy medal w sztafecie (z Magdaleną Grzywą, Adrianną Babik i Dorotą Grucą), w sprincie zajęła 30–31 m., w biegu na dochodzenie na 18 m. Na mistrzostwach świata w 1998 zajęła 4. miejsce w sprincie, 16 m. w biegu na dochodzenie i 4 m. w sztafecie, w 1999 15 m. w sprincie, 19 m. w biegu na dochodzenie i 4 m. w sztafecie.
na mistrzostwach Polski seniorów zdobyła: brązowy w sprincie w 1995, srebrne w biegu indywidualnym i sprincie w 1996, złote w biegu indywidualnym i sprincie w 1997, srebrne w sprincie, biegu na dochodzenie i sztafecie w 1998, złoty w sztafecie i brązowy w sprincie w 1999, złoty w sztafecie w 2000.

### Rodzina
Biathlonistami było także jej rodzeństwo, Magdalena i Grzegorz.